# Read My Lips
Albums de Sophie Ellis-Bextor
Shoot from the Hip
(2003)
Singles
1. Take Me Home
Sortie : 13 août 2001
2. Murder on the Dancefloor
Sortie : 3 décembre 2001
3. Get Over You / Move This Mountain
Sortie : 10 juin 2002
4. Music Gets the Best of Me
Sortie : 4 novembre 2002

Read My Lips est le premier album studio de la chanteuse britannique Sophie Ellis-Bextor. Il est sorti le 27 août 2001.
Il connaît un succès international. Quatre singles en sont extraits dont Murder on the Dancefloor.

## Liste des titres
La version commercialisée au Royaume-Uni comporte deux chansons bonus.
L'album est réédité en 2002 avec trois titres supplémentaires et l'ordre des chansons est modifié. 

### Édition originale (2001)
| No  | Titre                                             | Auteur                                           | Durée |
| --- | ------------------------------------------------- | ------------------------------------------------ | ----- |
| 1.  | Take Me Home                                      | - Sophie Ellis-Bextor - Bob Esty - Michele Aller | 4:07  |
| 2.  | Lover                                             | - Ellis-Bextor - Andy Boyd - Ross Newell         | 3:24  |
| 3.  | Move This Mountain                                | - Ellis-Bextor - Ben Hillier - Alex James        | 4:45  |
| 4.  | Murder on the Dancefloor                          | - Ellis-Bextor - Gregg Alexander                 | 3:50  |
| 5.  | Sparkle (titre bonus de l'édition britannique)    | - Ellis-Bextor - Boyd - Newell                   | 4:31  |
| 6.  | Final Move (titre bonus de l'édition britannique) | - Ellis-Bextor - Boyd - Newell                   | 4:44  |
| 7.  | I Believe                                         | - Ellis-Bextor - Tommy Danvers - Jony Rockstar   | 4:04  |
| 8.  | Leave the Others Alone                            | - Ellis-Bextor - Boyd - Newell                   | 4:09  |
| 9.  | By Chance                                         | - Ellis-Bextor - Rez                             | 4:13  |
| 10. | The Universe Is You                               | - Ellis-Bextor - Boyd - Newell                   | 3:37  |
| 11. | Is It Any Wonder                                  | - Ellis-Bextor - Richard Hall                    | 4:25  |
| 12. | Everything Falls into Place                       | - Ellis-Bextor - Boyd - Newell                   | 3:44  |

### Réédition (2002)
| No  | Titre                                             | Auteur                                                                        | Durée |
| --- | ------------------------------------------------- | ----------------------------------------------------------------------------- | ----- |
| 1.  | Murder on the Dancefloor                          | - Ellis-Bextor - Alexander                                                    | 3:50  |
| 2.  | Take Me Home                                      | - Sophie Ellis-Bextor - Esty - Aller                                          | 4:07  |
| 3.  | Lover                                             | - Ellis-Bextor - Boyd - Newell                                                | 3:24  |
| 4.  | Move This Mountain                                | - Ellis-Bextor - Hillier - James                                              | 4:45  |
| 5.  | Music Gets the Best of Me                         | - Ellis-Bextor - Rowe - Alexander                                             | 3:39  |
| 6.  | Sparkle (titre bonus de l'édition britannique)    | - Ellis-Bextor - Boyd - Newell                                                | 4:31  |
| 7.  | The Universe Is You                               | - Ellis-Bextor - Boyd - Newell                                                | 3:37  |
| 8.  | I Believe                                         | - Ellis-Bextor - Danvers - Rockstar                                           | 4:04  |
| 9.  | Get Over You                                      | - Ellis-Bextor - Rob Davis - Henrik Korpi - Mathias Johansson - Nina Woodford | 3:15  |
| 10. | By Chance                                         | - Ellis-Bextor - Rez                                                          | 4:13  |
| 11. | Is It Any Wonder                                  | - Ellis-Bextor - Hall                                                         | 4:25  |
| 12. | Leave the Others Alone                            | - Ellis-Bextor - Boyd - Newell                                                | 4:09  |
| 13. | Final Move (titre bonus de l'édition britannique) | - Ellis-Bextor - Boyd - Newell                                                | 4:44  |
| 14. | Everything Falls into Place                       | - Ellis-Bextor - Boyd - Newell                                                | 3:44  |
| 15. | Groovejet (If This Ain't Love) (version live)     | - Spiller - Ellis-Bextor - Davis - Vincent Montana, Jr. - Ronnie Walker       | 4:00  |

## Classements hebdomadaires
| Classement (2001-2003)             | Meilleure place |
| ---------------------------------- | --------------- |
| Allemagne (Media Control AG)       | 10              |
| Australie (ARIA)                   | 9               |
| Autriche (Ö3 Austria Top 40)       | 18              |
| Belgique (Wallonie Ultratop)       | 40              |
| Danemark (Tracklisten)             | 35              |
| Écosse (OCC)                       | 2               |
| Finlande (Suomen virallinen lista) | 18              |
| France (SNEP)                      | 33              |
| Irlande (IRMA)                     | 13              |
| Norvège (VG-lista)                 | 7               |
| Nouvelle-Zélande (RIANZ)           | 9               |
| Pays-Bas (Mega Album Top 100)      | 10              |
| Royaume-Uni (UK Albums Chart)      | 2               |
| Suède (Sverigetopplistan)          | 53              |
| Suisse (Schweizer Hitparade)       | 26              |

## Certifications
| Pays                    | Certification | Unités certifiées |
| ----------------------- | ------------- | ----------------- |
| Australie (ARIA)        | Platine       | 70 000            |
| Europe (IFPI)           | Platine       | 1 000 000         |
| France (SNEP)           | Or            | 100 000           |
| Nouvelle-Zélande (RMNZ) | Platine       | 15 000            |
| Royaume-Uni (BPI)       | 2 × Platine   | 600 000           |
| Suisse (IFPI)           | Or            | 20 000            |